# 毛泽东诞辰
毛泽东诞辰为每年12月26日，是中国共产党主席毛泽东诞辰之日。自毛泽东1976年去世以后，中華人民共和國部份人民每年都在毛澤東的诞辰（12月26日）和忌日举行各种各样的纪念活动表达自己的崇敬之情。由于活动广泛持久，逐渐形成了一种新的民俗。各种活动如表演毛泽东时代的舞蹈，合唱毛泽东时代的歌曲，朗诵毛主席诗词都是各地群众举行集会活动的主要节目内容。
2009年毛泽东唯一的孙子毛新宇提议把毛泽东的诞辰忌日作为法定假日，广泛宣传，让后人铭记。他表示将在2010年全国人大、全国政协两会上正式提交一个有关传统教育的提案，要求将12月26日毛泽东诞辰作为特定节日。此言论一经媒体报导立刻引起公众的广泛关注和互联网论坛的热烈讨论。部份人士主張把毛主席生日作为法定公众假日，并且先后拟定了各种名称如：东圣节、百姓节、人民节等等。

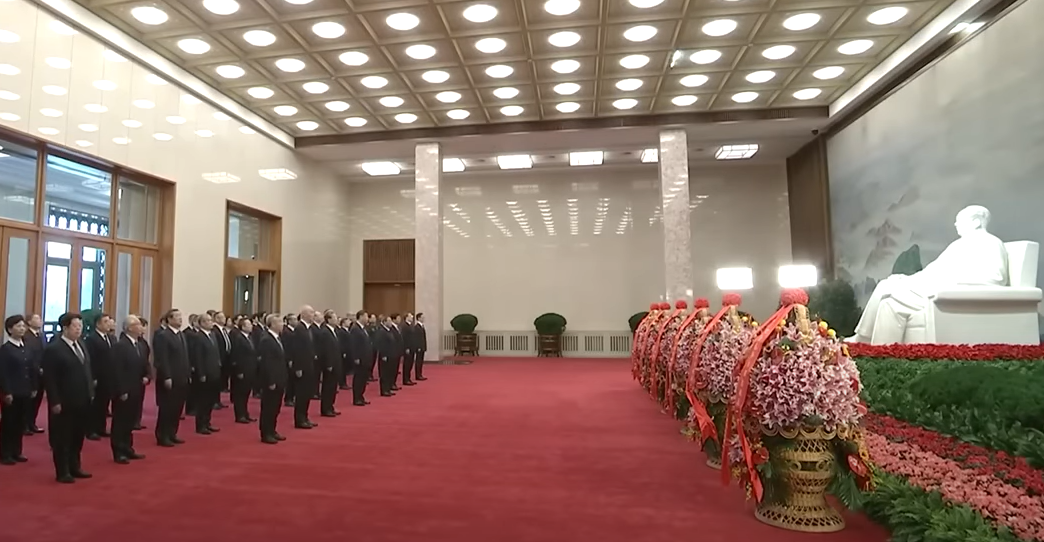
习近平于毛泽东诞辰130周年时率领一众领导到毛主席纪念堂瞻仰毛泽东遗容

2023年毛澤東誕辰130周年時，中共中央總書記習近平率領一眾中共中央政治局委員到毛主席紀念堂瞻仰毛澤東遺容。中國郵政發行紀念毛澤東誕辰130周年的郵票。中共中央黨史和文獻研究院在《求是》雜誌發表文章，讚揚毛澤東的歷史功績。